# Astley's Amphitheatre

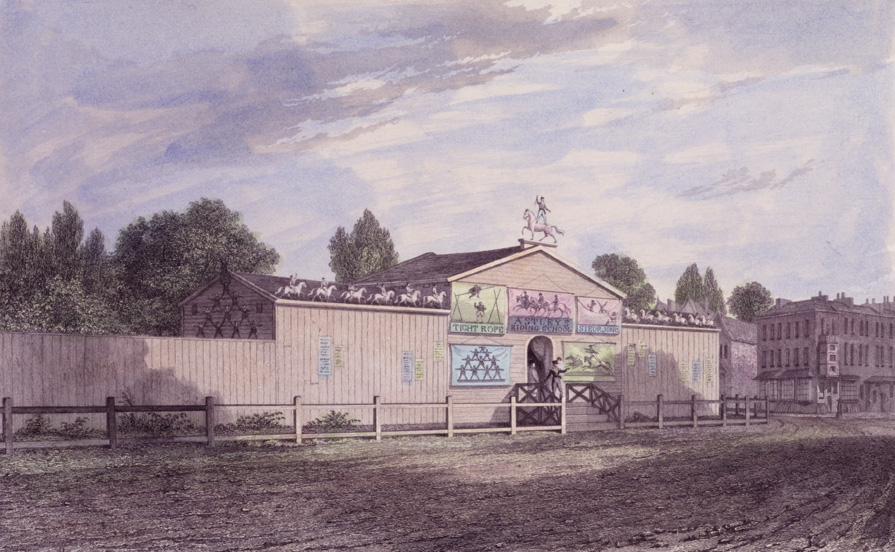
Astley's Amphitheatre, 1777.

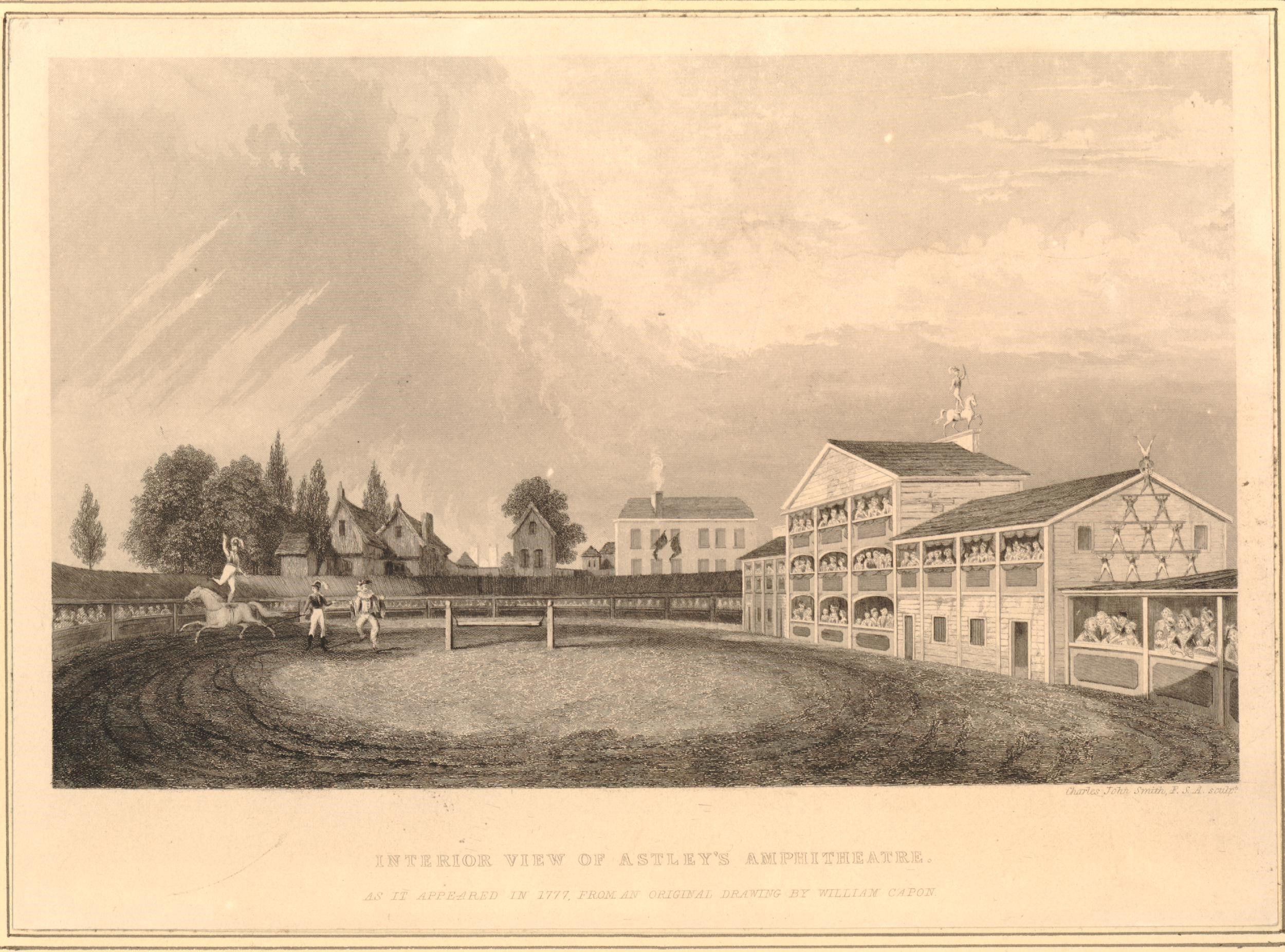
Framträdande av Philip Astley 1777 på Astley's Amphitheatre.

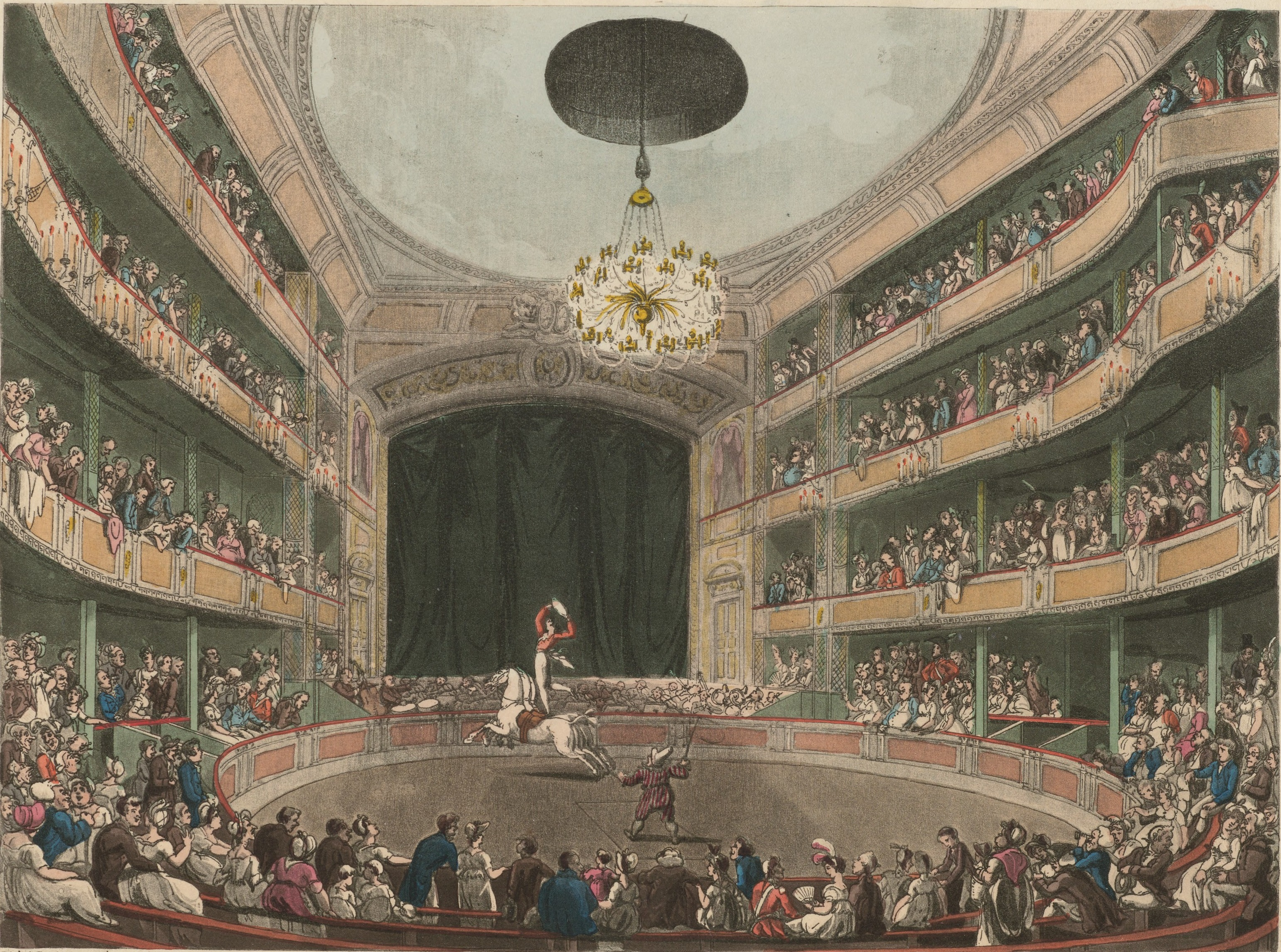
Astley's Royal Amphitheatre of Arts i London omkring 1808.

Astley's Amphitheatre var en cirkusbyggnad i London i Storbritannien. Philip Astley hade 1768 grundat Astley's Riding School i östra London och etablerade denna 1773 i Lambeth, nära Westminster Bridge. Etablissemanget bytte namn ett antal gånger fram till 1893, då det revs:
- 1773-1782 Astley's Amphitheatre, Riding School
- 1782-1790 Astley's Amphitheatre
- 1791-1794 Royal Grove
- 1795-1801 Astley's Amphitheatre of Arts
- 1801-1821 Royal Amphitheatre of Arts (från 1814 ägd av John Astley (1767-1821))
- 1821-1825 Davis' Royal Amphitheatre (ägd av William Davis)
- 1825-1841 Royal Amphitheatre (ägd av Andrew Ducrow (1793-1842))
- 1842-1862 Batty's Amphitheatre (ägd av William Batty (1801-1868), uthyrd till William Cooke (1851-1905))
- 1863-1864 Theatre Royal Westminster (ägd av Dion Boucicault (1822-1890))
- 1864-1873 Astley's Amphitheatre (ägd av E.T. Smith)
- 1873-1893 Sangers Grand National, sedan Astley's Amphitheatre (ägd av Lord Sanger (1825-1911))

## Historik
Etablissemanget öppnade 1773. Det brann ned 1794, återuppbyggdes och brann ned 1803. Det återuppbyggdes igen, nu i stort format och i samma stil som rivalen Charles Hugh1es Royal Circus. Efter Philip Astleys död 1814 övertogs cirkusen av sonen John. Denne John överlämnade ledningen 1817 till sin partner William Davis.
Andrew Ducrow (1793–1842) köpte verksamheten 1825. År 1841 brann byggnaden ned för tredje gången, varefter han sålde till William Batty (1801–1868), som då innehade Batty's Hippodrome. Batty återuppbyggde amfiteatern och ledde verksamheten till 1853, varefter den uthyrdes till William Cooke till 1860. Efter ytterligare tre ägare lades teatern ned 1893 och revs.

## Byggnaden
Efter det att amfiteatern återuppbyggts efter den tredje branden, blev den en mycket stor byggnad. Dess längd var 148 feet och interiören hade en oktagonal form. Scenen omgavs av läktare i fyra våningar. Den cirkulära manegen hade den av Philip Astley standardiserade diametern på omkring 13 meter (42 fot) och omgavs av en 1,2 meter hög målad barriär.

## Bildgalleri

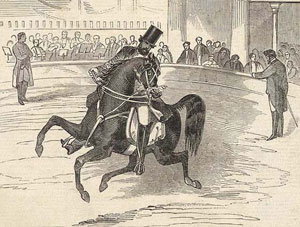
Pablo Fanque på Astley's Amphitheatre, 1847.
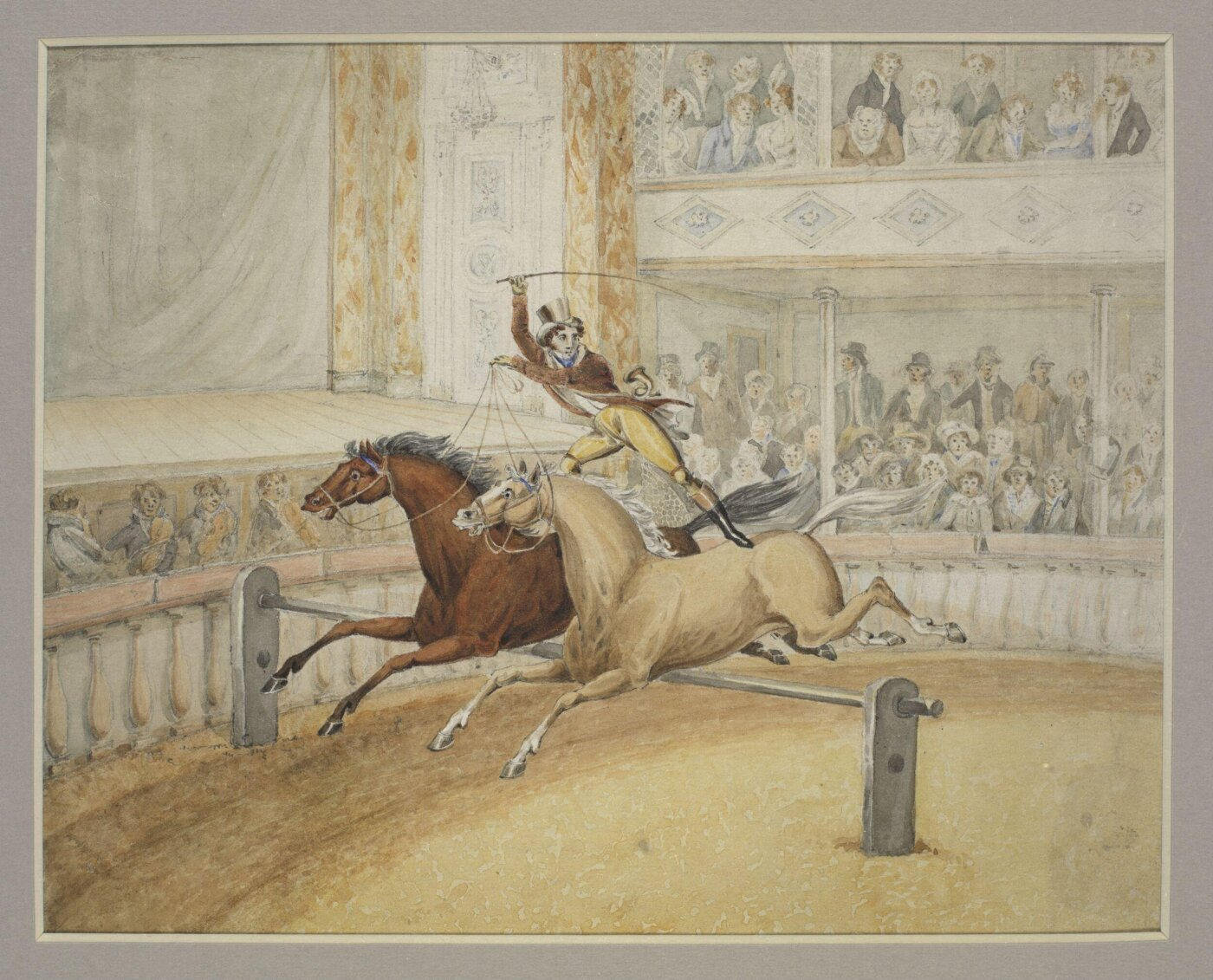
Andrew Ducrow som en "Yorkshire Sportsman eller British Fox-Hunter" på Astley's Amphitheatre, 1830.